# La Grande Confusion
 (décembre 2018).
- Si vous ne connaissez pas le sujet, laissez ce bandeau (vous pouvez alors contacter les auteurs).
- Si vous supprimez le contenu mis en cause (vous pouvez préalablement contacter les auteurs),

argumentez précisément cette suppression dans la page de discussion
(un manque de référence n'est pas un argument ; une recherche réelle de référence doit avoir été effectuée, être formellement documentée).
La Grande Confusion est un essai de Gérard Ayache publié en 2006.

## La confusion comme paradigme
Dans cet ouvrage, l’auteur soutient la thèse que la confusion est le paradigme de notre temps. Selon lui, les sociétés dans lesquelles nous vivons subissent des vibrations qui ébranlent leurs fondements ; chaque être humain vivant sur cette planète connaît des doutes dans le moindre de ses actes quotidiens. Il s’interroge sur son destin personnel comme sur celui de son espèce. La science comme la pensée vivent la fin de leurs certitudes, le monde réel auquel nous sommes habitués depuis des millénaires laisse la place à un univers peuplé de virtualités et d’extrêmes fragilités, notre foi dans les valeurs et les idéologies prêche dans un désert peuplé de mégapoles, de nomades et de tribus. L’uniformité des modèles économiques gagne tous les continents de la planète. En retour, de grandes vagues de violences et de passions se soulèvent, modernité et barbarie se conjuguant dans les mêmes spasmes. Notre époque découvre avec stupeur l’hypermonde et s’arc-boute sur une rupture civilisationnelle qui n’a d’égale, peut-être, que celle qui procéda à l’avènement de la civilisation industrielle. 

## L’hyperinformation
Gérard Ayache appuie son argumentation sur le constat que notre univers de représentation est travaillé par une force organique qui fractalise littéralement le monde, qui le réfracte en une multitude  de combinaisons et d’images. Cette force est l’« hyperinformation ». Sa puissance va bien au-delà des technologies qui la portent et des forces économiques qui tentent de la dompter ; sa nature est anthropologique. L’information ne peut plus être entendue comme une relation linéaire, une intermédiation entre deux pôles d’un axe de communication. L’hyperinformation est bien au-delà de cette simplification. Elle bouleverse la nature de notre rapport au monde, elle transforme nos habitudes de le représenter et d’agir sur lui, elle nous fait changer de peau sociale. Son échelle est celle de la planète comme celle de la conscience de l’être humain lui-même, partie prenante enchevêtrée d’un flux qu’il anime et qui l’anime. Son espace-temps est à la fois l’univers et les abysses du cerveau de l’homme. Cette force n’est pas régulée, elle n’est pas contrôlée malgré tous les efforts faits par les organisations les plus puissantes  pour la domestiquer ; elle est. 
La conséquence de la mutation hyperinformationnelle est la confusion c’est-à-dire la remise en question perpétuelle de nos plans de lecture et d’interprétation du réel, de nos valeurs et de nos fins. Le syndrome confusionnel s’exprime par notre incapacité à percevoir notre situation réelle, à maîtriser notre espace-temps, à comprendre notre destin individuel et collectif, à élucider les paradoxes de nos sociétés.

## L’hypermonde
Pour l’auteur, la vague de fond confusionnelle est à l’œuvre sous nos yeux ; elle s’amplifie chaque jour davantage et laisse au bord de son lit les alluvions d’une société obsolète, vestiges du temps présent, que chacun découvre avec stupéfaction ou incompréhension : vérités disloquées, valeurs fossilisées, peuples fracturés, tribus décomposées… Le flux hyper-informationnel enfle et progresse inexorablement. Ambivalent, il crée la confusion mais il porte en lui les germes d’un hypermonde étrange : libération de la parole, abolition des limites établies depuis des siècles entre les individus, prise de conscience d’une humanité planétaire, intelligence collective partagée dans un réseau mondial, méta-information, citoyenneté directe libérée du sanctuaire national et du mythe de la représentation.

## La révolution humaine
La grande confusion décrite par Gérard Ayache confère un caractère d’urgence à une refondation du politique, dans ses fondements éthiques mais aussi dans ses approches de l’humain, du nouveau, du complexe et de l’imprévisible. L’auteur appelle des réponses plutôt que des initiatives souveraines. Il démontre la vanité des certitudes établies et des visions monolithiques. Il nous ouvre des pistes pour opérer une véritable révolution humaine.